# ساتورو کاشیواسه
ساتورو کاشیواسه (انگلیسی: Satoru Kashiwase؛ زادهٔ ۱ ژوئن ۱۹۹۳) بازیکن فوتبال اهل ژاپن است.
از باشگاه‌هایی که در آن بازی کرده‌است می‌توان به باشگاه فوتبال نیویورک کاسموس و باشگاه فوتبال شیمیزو اس-پالس اشاره کرد.